# Avery Island
Die Insel Avery Island ist ein Salzdom im Iberia Parish nahe der Stadt New Iberia im Bundesstaat Louisiana der Vereinigten Staaten. Sie liegt ungefähr fünf Kilometer landeinwärts von der Vermilion Bucht, die sich der Richtung nach auf den Golf von Mexiko öffnet. Avery Island liegt ungefähr 225 Kilometer westlich von New Orleans.
An ihrem höchsten Punkt erreicht die Insel ungefähr 49 Meter Höhe über dem Meeresspiegel. Sie umfasst eine Fläche von ungefähr 9 km² und ist an der breitesten Stelle etwa vier Kilometer breit. Avery Island wird auf allen Seiten durch sumpfige Flussarme, Salzsumpf und Sumpfland umgeben.
Die Insel war früher bekannt als Île Petite Anse. („Petite Anse“ bedeutet „Kleine Bucht“ im lokalen Cajun-Dialekt.)

## Entstehung
Die Insel entstand durch den Auftrieb von alten Ablagerungen der Evaporite (Salz), die unter der Mississippi-Dreiecksregion bestehen. Diese Auftriebe werden als Salzdom bezeichnet. Avery Island ist eine von fünf Salzdom-Inseln, die über die flache Golfküste von Louisiana aufsteigen.

## Wirtschaft
- Avery Island ist weltweit bekannt, da dort die Tabascosauce hergestellt wird.
- Bis 1863 wurde das dort vorkommende Salz auch als Nahrungsmittel gewonnen.
- Öffentlich zugänglich sind nur das Tabasco-Besucherzentrum und die Jungle Gardens, der Rest der Insel mit den Arbeiter-Siedlungen und dem Wohnsitz der Eigentümer-Familie ist nicht zugänglich.

## Weitere Informationen
- Auf der Insel liegen auch die „Jungle Gardens“, ein bekanntes Vogelschutzgebiet, in dem jeden Frühling Tausende von schneeweißen Reihern und andere wandernde Wasservögel ihre Nester bauen.
- Ein kurzes Loblied auf Avery Island singt Henry Miller am Ende seines Buches „Der klimatisierte Alptraum“, veröffentlicht 1945.
- Avery Island inspirierte auch Jeff Mangum von der Band Neutral Milk Hotel zu ihrem ersten Album, „On Avery Island“, veröffentlicht 1996.